# Маркитан Віталій Митрофанович
Віталій Митрофанович Маркита́н (1 січня 1927, Макариха — 3 червня 1982, Миколаїв) — український радянський майстер різьблення по дереву, живописець. Батько художника Олексія Маркитана.

## Біографія
Народився 1 січня 1927 року в селі Макарисі (нині Кропивницький район Кіровоградської області, Україна). Мистецтву у 1940-х роках навчався у В. Єременка.
З 1953 року у Миколаєві, де протягом 1960–1970-х років працював художником Будинку культури Корабельного району міста. 1977 року став співзасновником Творчого об'єднання «Прибужжя».
Помер у Миколаєві 3 червня 1982 року.

## Творчість
Працював у галузях прикладного мистецтва (створював чеканки, гончарні та різьблені вироби, використовуючи карбування, інкрустацію) та станкового живопису (автор пейзажів, натюрмортів). Серед робіт:
- різьблення: «Лань» (1977), інтер'єрна ваза (1977, мідь, карбування), скриньки (1978; 1980), декоративне панно «Квіти» (1978), таця (1979), свічник (1980), «Тарас Шевченко» (1980, дерево, ікло моржа);
- живопис: серія «Пейзажі України» (1970-ті); «Натюрморт із виноградом» (1971), «Натюрморт із грушами» (1979).

Брав участь в обласних, всеукраїнських, всесоюзних мистецьких виставках з 1974 року. Персональні виставки відбулися у Миколаєві у 1976, 1979 роках.
Деякі твори зберігаються у Миколаївському краєзнавчому музеї, Національному музеї Тараса Шевченка у Києві.